# Северомакедонско-словенские отношения
Северомакедонско-словенские отношения — двусторонние дипломатические отношения между Северной Македонией и Словенией. Страны являются полноправными членами Совета Европы и НАТО.

## История
Между странами сложились очень тесные политические и экономические отношения. Ранее входившие в состав Социалистической Федеративной Республики Югославия, две республики провозгласили независимость в 1991 году (Словения в июне, Северная Македония в сентябре) и признали друг друга 12 февраля 1992 года. 17 марта 1992 были установлены официальные дипломатические отношения между странами. Словения поддерживает суверенитет, территориальную целостность Северной Македонии, её евроинтеграцию и либерализацию визового режима.

## Торговля
В Северную Македонию поступает значительное количество словенских инвестиций, в частности в 2007 году было инвестировано около 70 миллионов евро. В январе 2009 года премьер-министр Северной Македонии Никола Груевский объявил, что ожидает увеличения словенских инвестиций в инфраструктурные и энергетические проекты. На рынке Северной Македонии присутствует более 70 словенских компаний.

## Дипломатические представительства
- Северная Македония имеет посольство в Любляне[5].
- Словения содержит посольство в Скопье[6].